# Абызгильдин, Юнир Минигалеевич
Юнир Минигалеевич Абызгильдин (20.11.1939, д. Салихово Макаровского района БАССР (Ишимбайский район Республики Башкортостан) — 23.10.2007, Уфа) — советский российский инженер-технолог, преподаватель высшей школы.
Специалист в области переработки углеводородного сырья и производства нефтяного кокса. Доктор технических наук (1980), профессор (1981). Проректор Уфимского государственного нефтяного технического университета в 1986—2004 годах. Заслуженный деятель науки Республики Башкортостан (1998). Автор более 200 научных трудов, 48 авторских свидетельств на изобретения.
Руководитель научного направления «Разработки алгоритмов химико-технологических процессов», включённого в программу «Конверсия оборонного комплекса Республики Башкортостан» на 1993 и последующие годы. Президент отделения Академии технологических наук РФ в Республике Башкортостан (1993—2001), член Академии технологических наук РФ (1994), член трёх диссертационных советов при УГНТУ, эксперт ВАК при СМ СССР. Подготовил 20 кандидатов и 3 докторов наук.
Член РК КПСС, секретарь парткома УНИ, депутат райисполкома Орджоникидзевского района.
Окончил Уфимский нефтяной институт (1962), инженер-технолог.
С 1962 по 2007 гг. — в альма-матер: ассистент, старший инженер, доцент, заместитель декана, декан вечернего факультета, профессор, заведующий кафедрой, проректор по науке, профессор, консультант ректора.

## Награды
Почётный знак «Победитель социалистического соревнования» (1975, 1979). Отличник высшей школы. Почётная грамота Минвуза РСФСР (1989). Заслуженный деятель науки Республики Башкортостан.

## Семья
Супруга — Венера Абызгильдина.
Сын — Айрат.